# Androniqi Zengo Antoniu
Pour les articles homonymes, voir Zengo et Antoniu.
Androniqi Zengo Antoniu, née le 26 mai 1913 à Korçë (Albanie) et morte le 10 février 2000 à Tirana (Albanie), est une artiste peintre albanaise.
Avec sa sœur Sofia Zengo Papadhimitri (en), elle est considérée comme la première femme peintre professionnelle d'Albanie. Avec Vangjush Mio (en), elle est créditée de l'introduction de l'impressionnisme dans le pays.

## Biographie
Fille du peintre d'icônes Vangjel Zengo, Androniqi Zengo naît le 26 mai 1913 à Korçë, moins d'un an après la déclaration d'indépendance de l'Albanie. Sa sœur Sofia, également artiste peintre, naît en 1915. Elle est diplômée avec distinction en peinture et sculpture de l'École des Beaux-Arts d'Athènes. Après des études à Paris, elle retourne en Albanie pour enseigner à l'Institut pédagogique Nëna Mbretëreshë (sq) (Instituti Femnuer "Nana Mbretneshë"). Elle peint principalement des portraits et des paysages impressionnistes, et est aussi peintre d'icônes tandis que sa sœur t fortement influencée par le réalisme. Elle est considérée comme la première femme peintre professionnelle d'Albanie.
À la fin des années 1930, elle aurait eu une liaison avec le poète Lasgush Poradeci. En 1941, elle épouse le chanteur Kristaq Antoniu.
Au cours de sa vie, Zengo Antoniu a réalisé au moins trois expositions personnelles, dont une première en 1935 et une deuxième en 1937, pour marquer le 25e anniversaire de la fondation de l'Albanie,. Elle participe également à diverses expositions collectives, dont une à New York en 1939. En 1963, elle expose à la Biennale d'Alexandrie et reçoit deux médailles. Elle a également travaillé aux côtés de son père et réalisé plusieurs peintures dans plusieurs églises, dans sa ville natale Korçë, à Tirana et encore ailleurs en Albanie. En 1964, elle peint la nouvelle église de l'Évangéliste de Tirana.
Elle meurt le 10 février 2000. De pair avec Vangjush Mio, Zengo Antoniu est créditée de l'introduction de l'impressionnisme en Albanie.

## Héritage
L'œuvre survivante de Zengo Antoniu comprend plus de 500 pièces dont quelque 55 conservées dans les collections du Musée national des beaux-arts.
Ses œuvres ont fait l'objet de plusieurs rétrospectives. En 2013, elle participe à une exposition présentant le travail des deux famille Zengo et Antoniu. En 2017, ses œuvres ont été présentées à titre posthume à la documenta 14.
Selon les historiens de l'art Shpresa Tolaj Gjonbalaj et Rregjina Gokaj, ses œuvres font partie du canon de la deuxième génération de l'art albanais.
L'une des rues du quartier de Laprakë à Tirana porte son nom.